# Delias heliophora
Delias heliophora is een vlindersoort uit de familie van de Pieridae (witjes), onderfamilie Pierinae.
Delias heliophora werd in 1955 beschreven door Roepke.